# Scared of Love
Scared of Love è un singolo del gruppo musicale britannico Rudimental, pubblicato l'11 gennaio 2019 come settimo estratto dal terzo album in studio Toast to Our Differences.

## Video musicale
Il videoclip, diretto da Jamie-James Medina, è stato pubblicato il 28 gennaio 2019 ed è una combinazione di finestre di chat, pop-up, conversazioni Skype e FaceTime, fino a giungere alle riprese su un set in cui appaiono Ray BLK, Stefflon Don e Leon "DJ Locksmith" Rolle.

## Tracce
Download digitale
1. Scared of Love (ft. Ray BLK & Stefflon Don) – 3:23

Download digitale – remix
1. Scared of Love (ft. Ray BLK & Stefflon Don) (Preditah Remix) – 4:45